# Пресвітерія
Пресвітерія (пресвітеріум, пресвітерій; від дав.-гр. πρεσβυτέριον — «збори священиків») — корпорація або рада пресвітерів (священиків) при єпископі, яка виконувала роль колегіального органу управління єпархією в ранній Церкві (також грец. πρεςβύτεριον, συνεδρον του πρεςβυτερίον, лат. senatus ecclesiae, senatus Christi, consiliarii episcopi, consilium ecclesiae).
На Заході, без пресвітерії єпископ не ухвалював нічого, що відноситься до церковної дисципліни.
У відсутність єпископа, а також по його смерті або з видаленням його з кафедри, до призначення йому наступника пресвітерія виконувала його обов'язки (крім рукоположення інших пресвітерів). У Середні століття на Заході пресвітерія була замінена капітулом.